# Chłopcy Murrowa

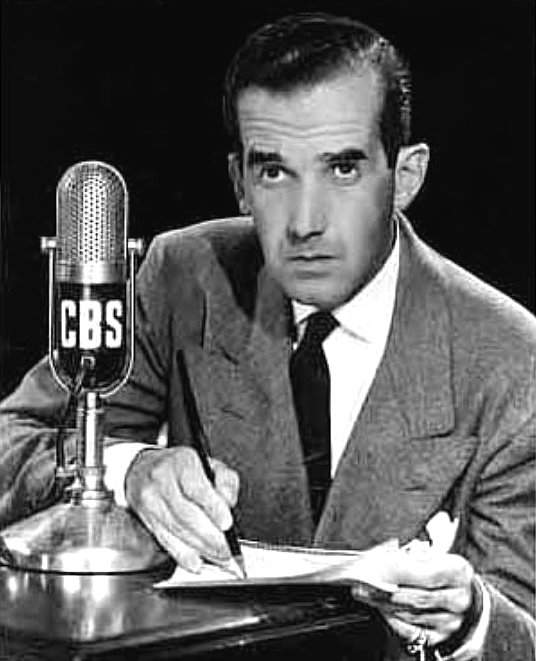
Edward R. Murrow podczas relacji ze ślubu przyszłej królowej Elżbiety II i Filipa (1947).

Chłopcy Murrowa (ang. Murrow’s Boys lub The Murrow Boys) – określenie na grupę dziennikarzy CBS relacjonujących przebieg II wojny światowej. Tworzyli grupę wysoko wykwalifikowanych dziennikarzy, znanych z nietuzinkowego intelektu i zdolności opisowych. Dziennikarze zostali wybrani i zatrudnieni przez Edwarda Murrowa. Columbia Broadcasting System (CBS) w połowie lat 30. XX w. rozpoczęła tworzenie w Europie newsroomu. W 1937 r. do Londynu został wysłany Murrow, objął stanowisko dyrektora operacyjnego filii CBS. Jego zadaniem było pozyskiwanie korespondentów. Pierwszym pozyskanym dziennikarzem był William L. Shirer. Razem z Murrowem stali się prekursorami nowoczesnego dziennikarstwa. Chłopcy Murrowa byli obecni na najważniejszych teatrach II wojny światowej, informowali słuchaczy CBS o decydujących wydarzeniach dla ówczesnego świata. 
3 marca 1938 roku na antenie CBS miała miejsce historyczna relacja - Anschluss Austrii przez Rzeszę Niemiecką. Komentatorem na żywo z Wiednia był sam Edward Murrow. Komentarze na żywo nadawali: William L. Shirer z Londynu, Bob Trout z Nowego Jorku, Edgar Ansel Mowrer z Paryża i Pierre J. Huss z Berlina. Audycja była wielkim sukcesem, a w CBS do dziś nadawane są tego rodzaju transmisje w programie "World News Roundup". 
Wszyscy "chłopcy" znali Edwarda Murrowa, ale nie znali siebie nawzajem. Jedni przemieszczali się z miejsca na miejsce, inni nie opuszczali miast do których byli przydzieleni. Musieli umieć obejść cenzurę w kraju w którym pracowali. Każdy komentarz czy sprawozdanie musiało być zapisane w formie skryptu. Kiedy dziennikarz nadawał swoją relację, cenzor siedział z palcem na przycisku. Jeśli tekst komentarza odbiegał od skryptu - wyłączano mikrofon. 
Po wojnie grupa reporterów została rozwiązana, ale Murrow pomagał swojemu zespołowi. Wspierał Winstona Burdetta, oskarżonego szpiegostwo. Część "chłopców Murrowa" pozostało w CBS, a niektórzy zrezygnowali z radia na rzecz telewizji. Wielu z nich napisało książki o latach wojny. Sam założyciel wrócił do Nowego Jorku i rekrutował kolejnych dziennikarzy do CBS.

## Lista Chłopców Murrowa
Oryginalna lista korespondentów:
- William L. Shirer, opisywał rodzący się nazizm w Niemczech (od 1937 do końca 1940)
- Eric Sevareid, opisywał upadek Francji w 1940r i obronę Wielkiej Brytanii, następnie operacje wojenne we Włoszech, III Rzeszy i Azji.
- Tom Grandin, opisywał zajęcie Francji dopóki zerwał współpracy z CBS w 1940 r.
- Larry LeSueur, opisywał niemiecki Blitzkrieg, walki niemiecko-sowieckie oraz walki we Francji 1944 r.
- Charles Collingwood, opisywał walki na terenie Afryki Północnej (operacja Torch) oraz lądowanie w Normandii i wyzwalanie Francji.
- Howard Smith, opisywał życie w III Rzeszy, aż do ataku na Pearl Harbor, następnie przebywał w Szwajcarii a od 1944 relacjonował wyzwolenie Francji.
- Winston Burdett, opisywał działania wojenne na terenie Wschodniej Europy, Północnej Afryki i we Włoszech.
- Bill Downs, opisywał zmagania wojenne w ZSRR, Francji i III Rzeszy.
- Mary Breckinridge, jedyna kobieta wśród Chłopców, relacjonowała z Wielkiej Brytanii, Skandynawii i Belgii, Holandii.
- Cecil Brown, opisywał wyzwolenie Rzymu, działał na terenie Wschodniej Europy, Północnej Afryki i z Singapuru.
- Richard Hottelet, korespondował z Wielkiej Brytanii, Francji i III Rzeszy.